# 1584

## Esdeveniments
Països Catalans
Resta del món
- Traducció de la Bíblia a l'eslovè i a l'islandès.

## Naixements
29 d'abril, Poznan: Melchior Teschner, compositor.

## Necrològiques
Països Catalans
- Vic: Jaume Beuló, president de la Generalitat de Catalunya.

Resta del món
- 18 de març - Moscou, Rússia: Ivan el Terrible, tsar de Rússia.
- Bernal Díaz del Castillo